# Rathaus Deventer

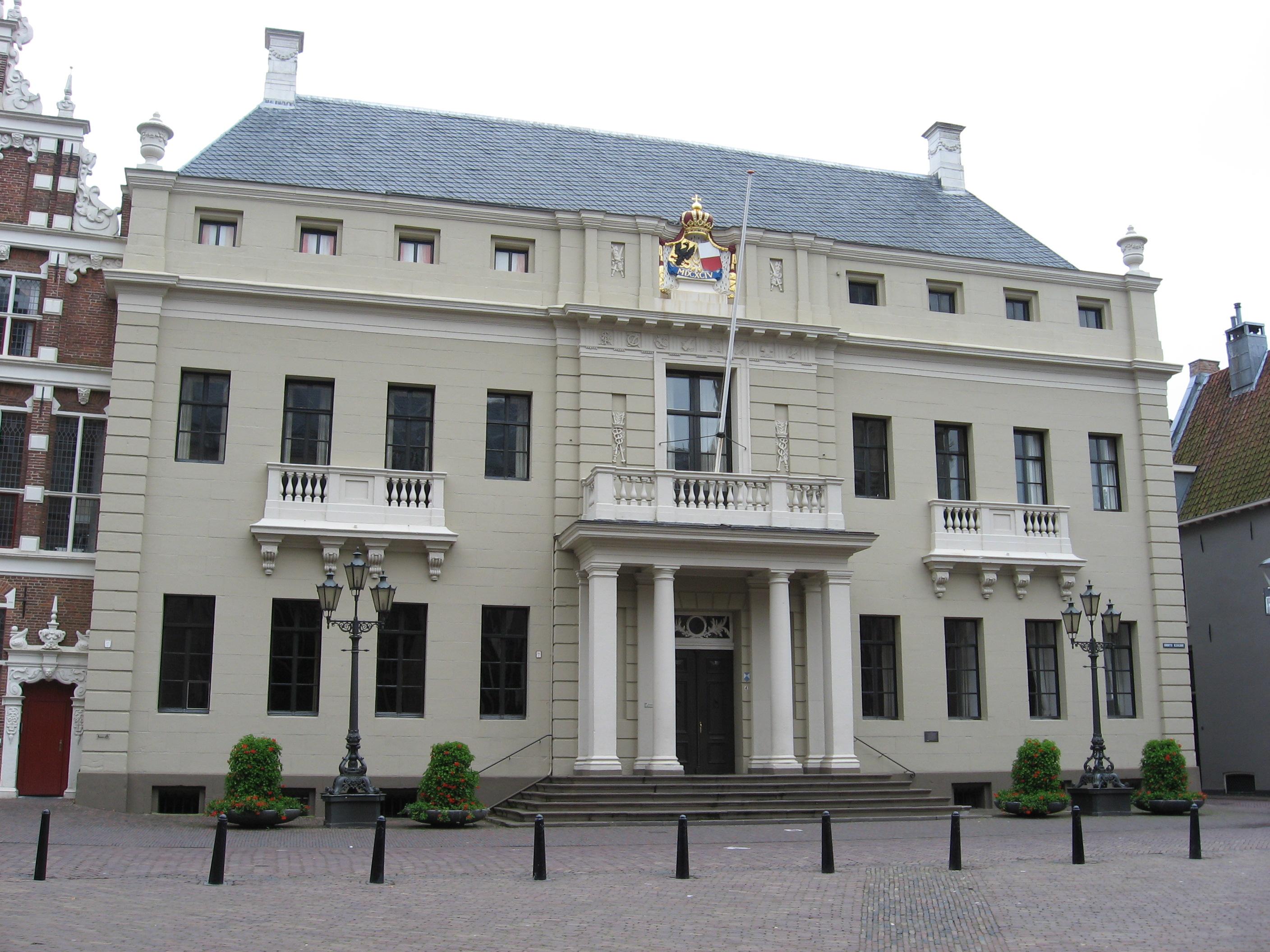
Rathaus Deventer

Das Rathaus von Deventer (niederländisch Stadhuis Deventer) befindet sich auf dem Grote Kerkhof gegenüber der Lebuinuskirche in Deventer. Das heutige Rathaus besteht aus Gebäuden und Gebäudeteilen aus verschiedenen Zeiten, so dass verschiedene Baustile vertreten sind. Der Teil mit der Fassade von 1693 wurde 1990 in die Top 100 des Rijksdienst voor de Monumentenzorg aufgenommen.

## Geschichte und Stile
Soweit bekannt ist, befand sich das Rathaus von Deventer schon immer an diesem Ort, die früheste bekannte Erwähnung des Domus Civitatis (Haus der Stadt) stammt aus dem Jahr 1339. Im Jahr 1357 wurde die Fassade des Rathauses bereits einmal ersetzt. Später wurden auch die Bezeichnungen Domus Scabinorum (Schöffenhaus) und Domus Consulum (Rathaus) verwendet, die vermutlich das gleiche Gebäude bezeichneten. Im Jahr 1605 wird über die Fassade geschrieben, dass sie getüncht wurde.
Das Wanthuis (Domus Pannorum, Tuchhalle) wurde bereits 1337 erwähnt und war zwischen 1482 und 1551 Teil des Rathauses. Der Amsterdamer Architekt Philips Vingboons entwarf 1662 die Seitenfassade mit toskanischen Pilastern, deren Verputz 1939 entfernt wurde.

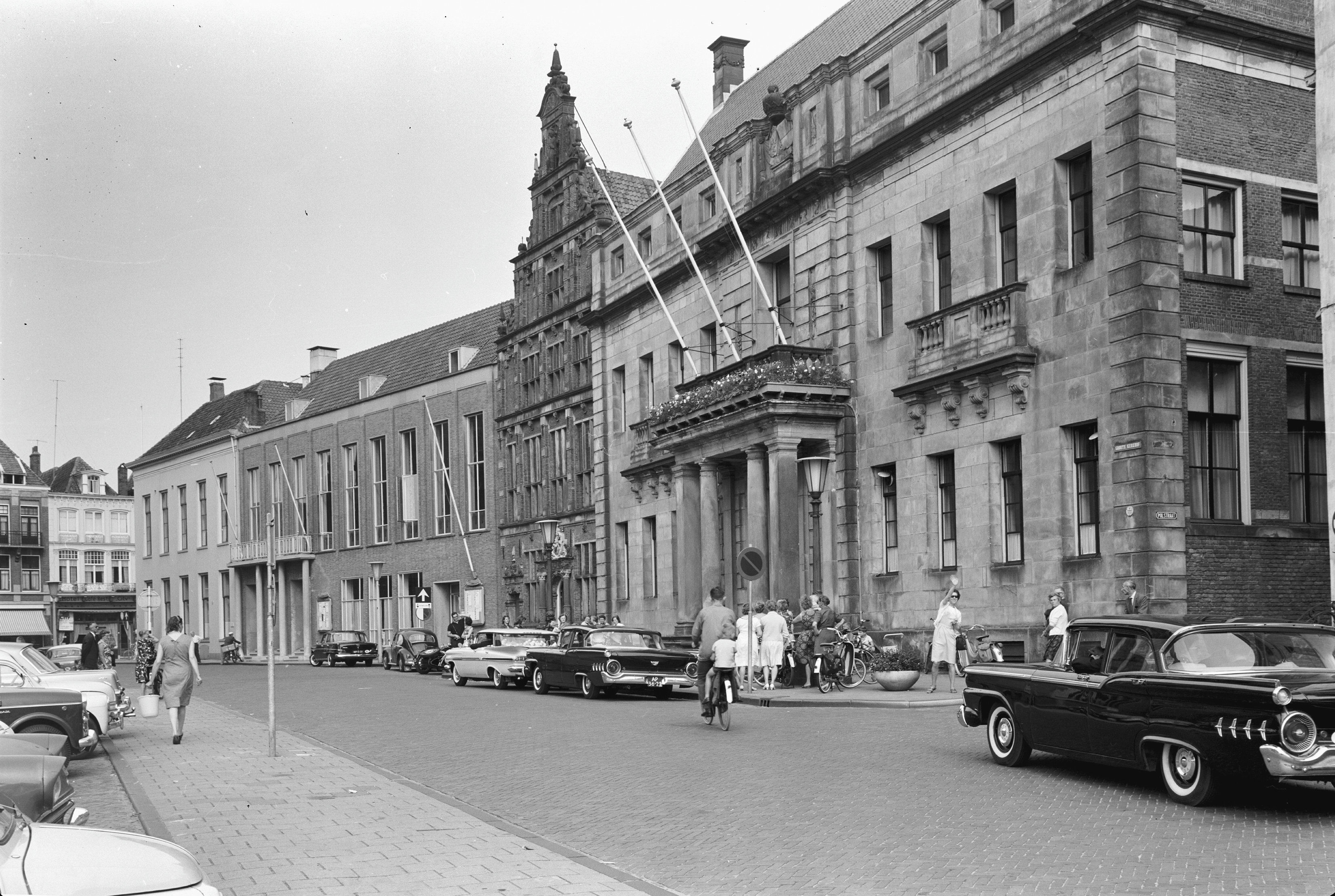
Von rechts nach links: Rathaus, Landshuis und die ehemalige Schouwburg. An der Ecke grenzt die Seitenfassade der Gesellschaft De Hereeniging an (ehemals Athenaeum Illustre). Foto 1964

### Rathaus 1693
1693 erhielt das Rathaus an der Seite des Grote Kerkhof eine klassizistische Fassade aus Bentheimer Sandstein. Der Auftrag für den Entwurf war an Jacob Roman vergeben worden. Aus seinen Entwurfsskizzen wurde der günstigste Entwurf ausgewählt. Die Fassade umfasste die drei Teile, die zusammen das Rathaus bildeten, einschließlich des ehemaligen Wanthuis mit seiner Seitenfassade an der angrenzenden Polstraat. Diese Fassade wurde im Jahr 1747 gemalt.

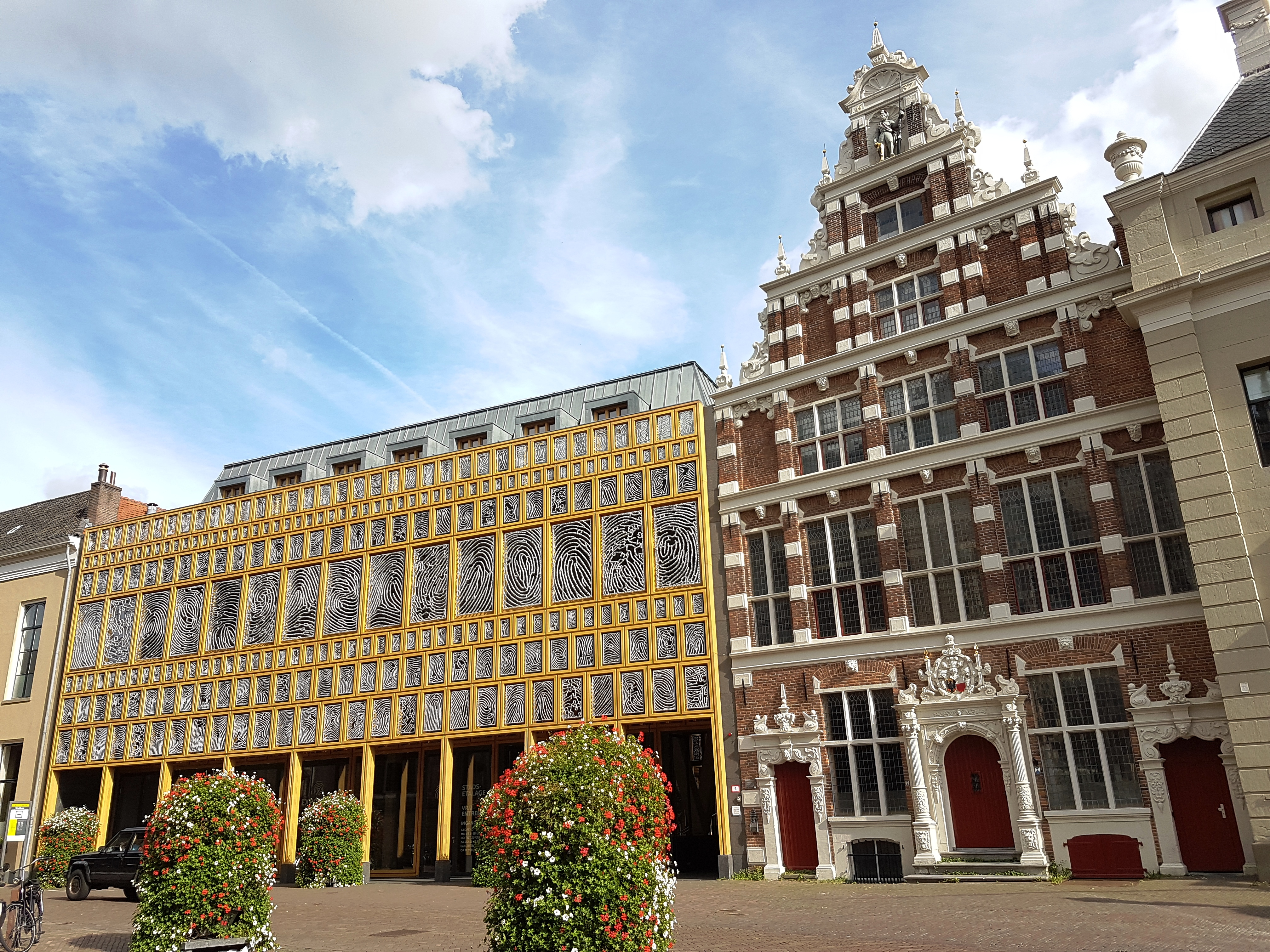
Fassaden des Landshuis (1632, rechts) und des erweiterten Rathauses an der Stelle des Theaters (2016, links)

### Anbau des Landshuis und Neubau
Das reich verzierte Landshuis im Renaissancestil von 1632, links von der Fassade des alten Rathauses, wurde in den 1980er Jahren ebenfalls Teil des Rathauses. Direkt neben dem Landshuis, auf dem Gelände des ehemaligen Theaters aus den 1950er Jahren und des dahinterliegenden Parkplatzes, wurde 2013 das Stadtbüro als Erweiterung des Rathauses nach einem Entwurf der Architekten Willem Jan Neutelings und Michiel Riedijk errichtet. Dieser Entwurf war entstanden, nachdem ein früherer Entwurf nach öffentlichen Protesten, unter anderem wegen seiner Höhe, abgelehnt worden war. Die Künstlerin Loes ten Anscher entwarf die Fassade, die aus 2264 vergrößerten Fingerabdrücken von Einwohnern von Deventer besteht. Das neue Gebäude wurde im Jahr 2016 eröffnet. Im Jahr 2017 wurde der Entwurf mit dem Abe-Bonnema-Preis ausgezeichnet.

### Inneres
Die Besonderheit des Innenraums sind die originalen Stuckarbeiten, Kamine, Zunftzeichen, Wappen, Schnitzereien und Vertäfelungen sowie der Stuhl des Bürgermeisters. Im alten Ratssaal hing jahrhundertelang das Gemälde von Gerard ter Borch (II) Der Magistrat von Deventer aus dem Jahr 1667, das zur Dekoration des Saals angefertigt wurde. Als das neue Stadtbüro gebaut wurde, war es im Museum De Waag untergebracht. Ein von Ter Borch gemaltes Porträt Wilhelms III., das bei einem Besuch Wilhelms III. in Deventer im Jahr 1672 aufgenommen wurde, wurde während eines patriotischen Aufstands im Jahr 1785 im Rathaus zerstört. Es wurde 1788 durch ein anderes Porträt von Wilhelm III. ersetzt. Vier Gemälde der Evangelisten von Hendrick ter Brugghen, die im Rathaus hingen, wurden später ebenfalls in das Museum De Waag übertragen. Im Zimmer des Bürgermeisters befinden sich das Kaminstück Scipio und die Braut von Numantia von Dirk Hardenstein aus der Zeit um 1653 sowie Porträts von Wilhelm und Maria.

## Trivia
- Im Jahr 2012 wurde die Folge von College Tour mit Desmond Tutu im Rathaus von Deventer aufgezeichnet.

## Abbildungen

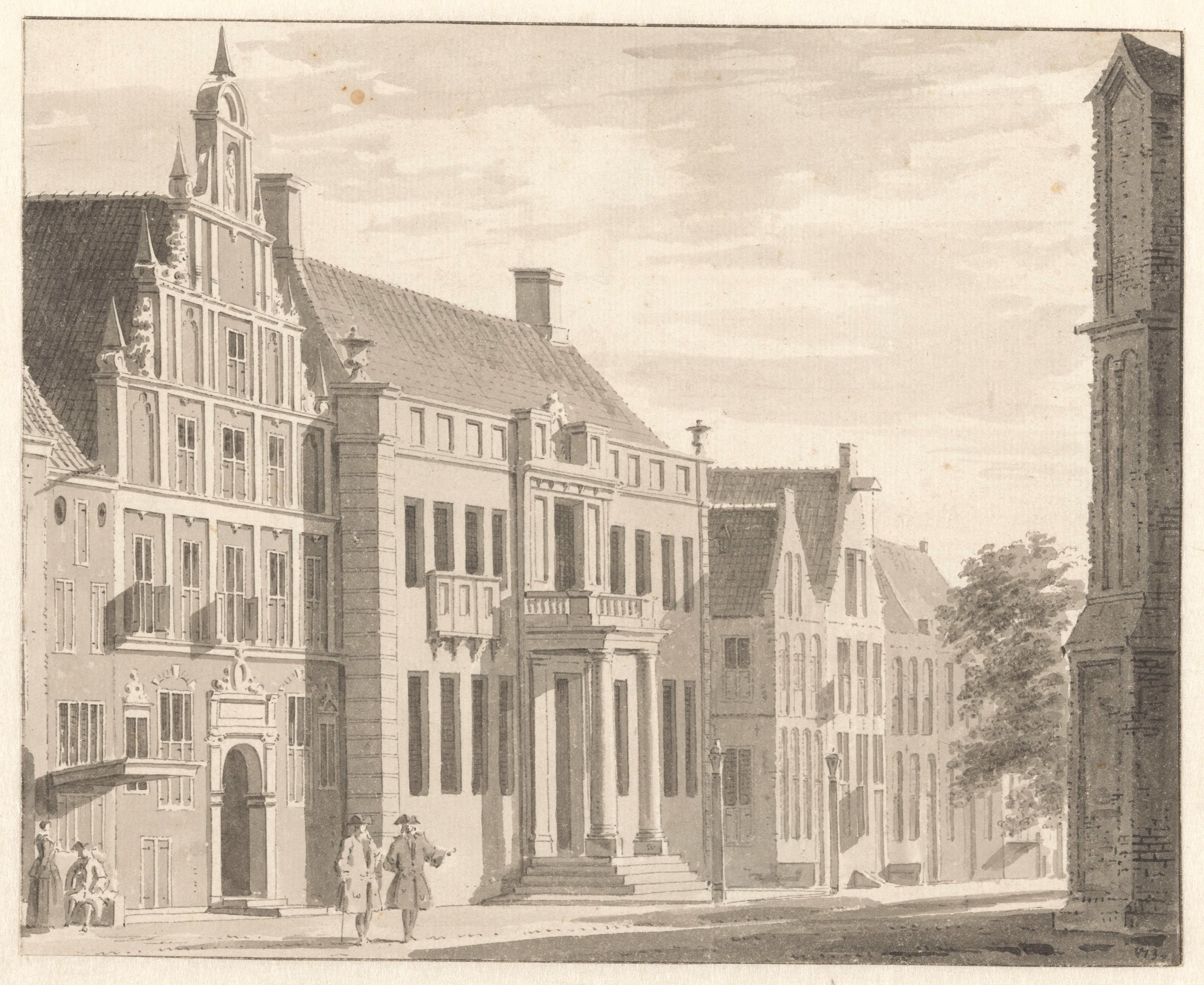
Ansicht des Grote Kerkhof in Deventer mit Landshuis und Stadhuis von Cornelis Pronk, 1730
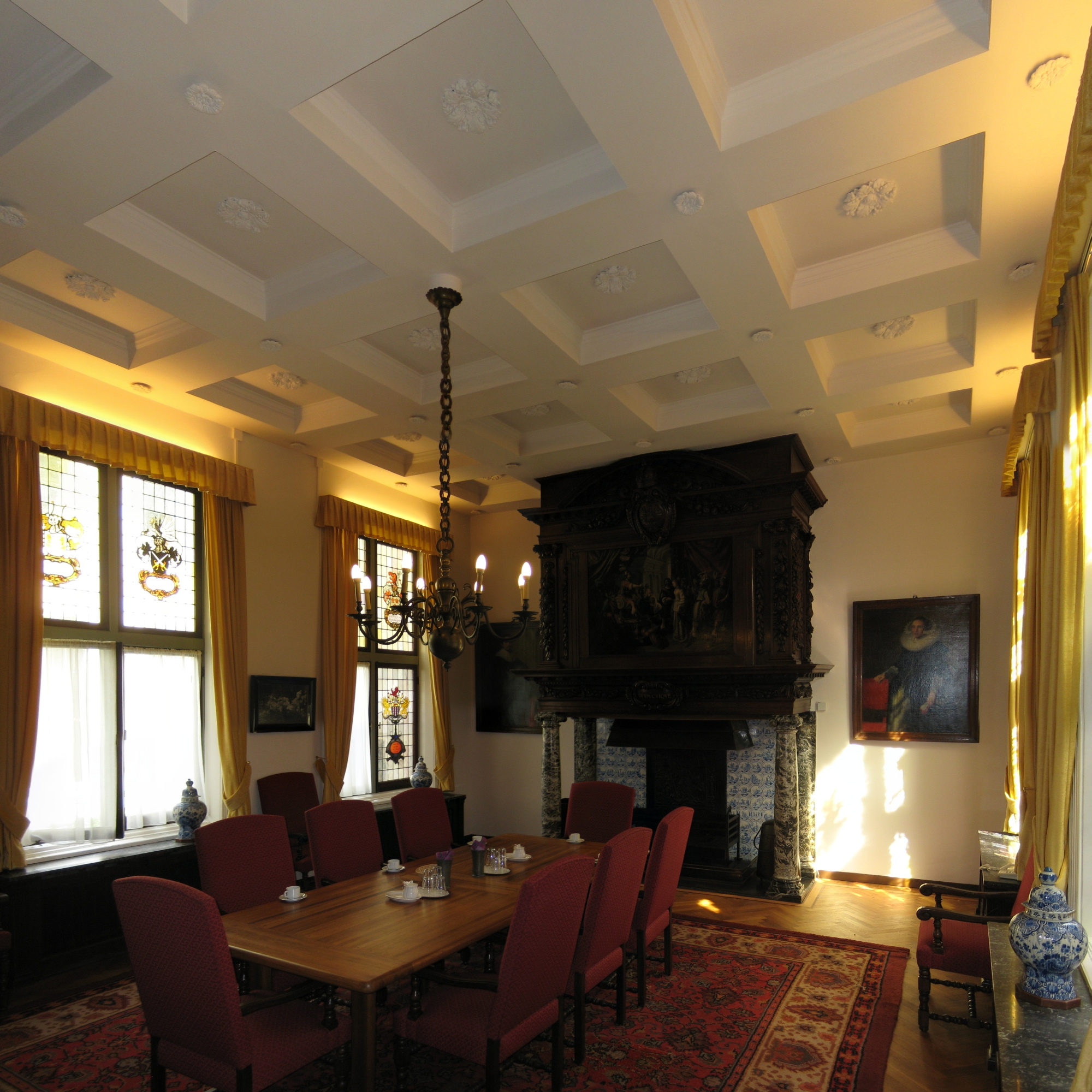
Zimmer des Bürgermeisters
Der Magistrat von Deventer, Gemälde von Gerard ter Borch aus dem Jahr 1667 zur Ausschmückung des Ratssaals
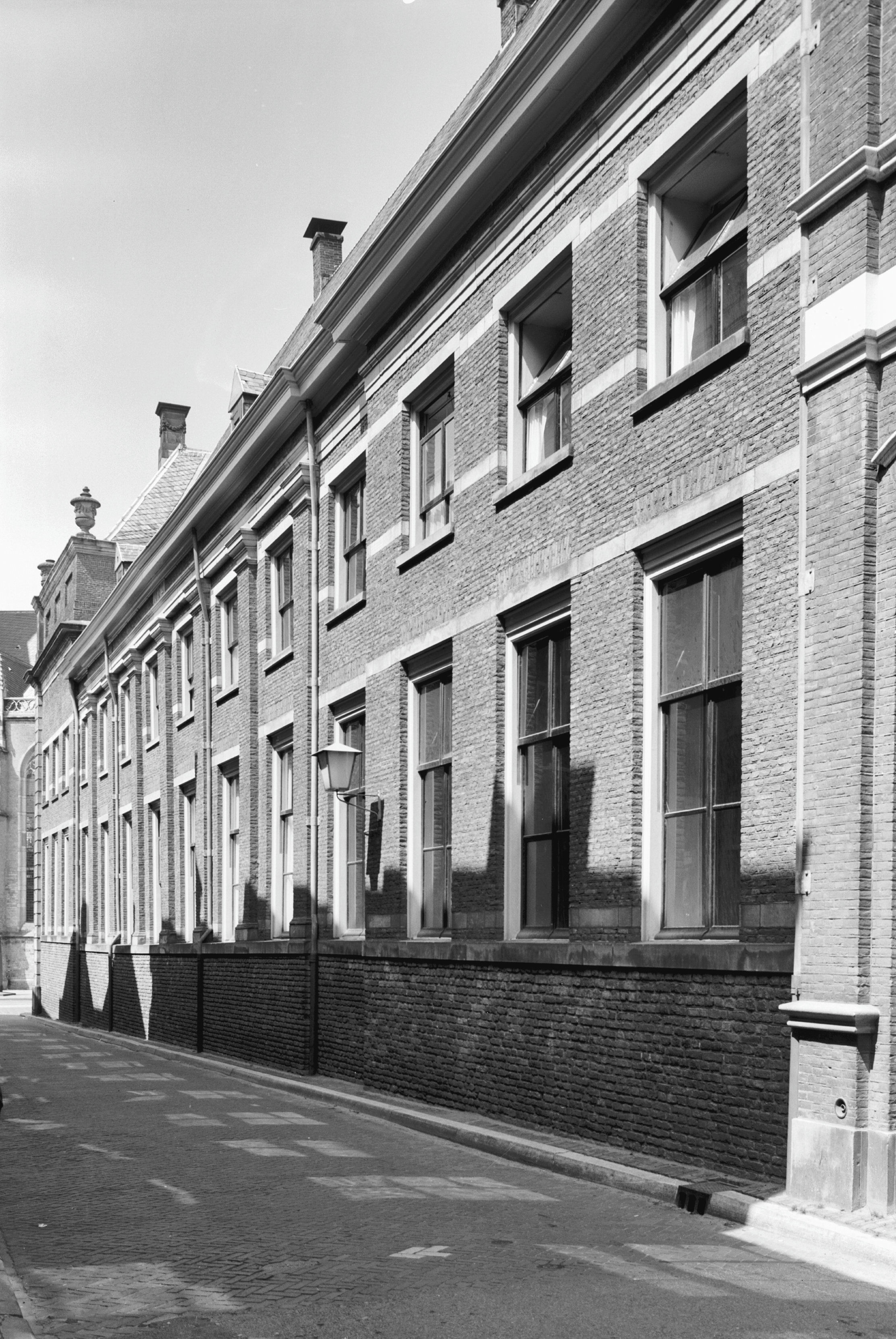
Seitenfassade mit Wanthuis (Polstraat)
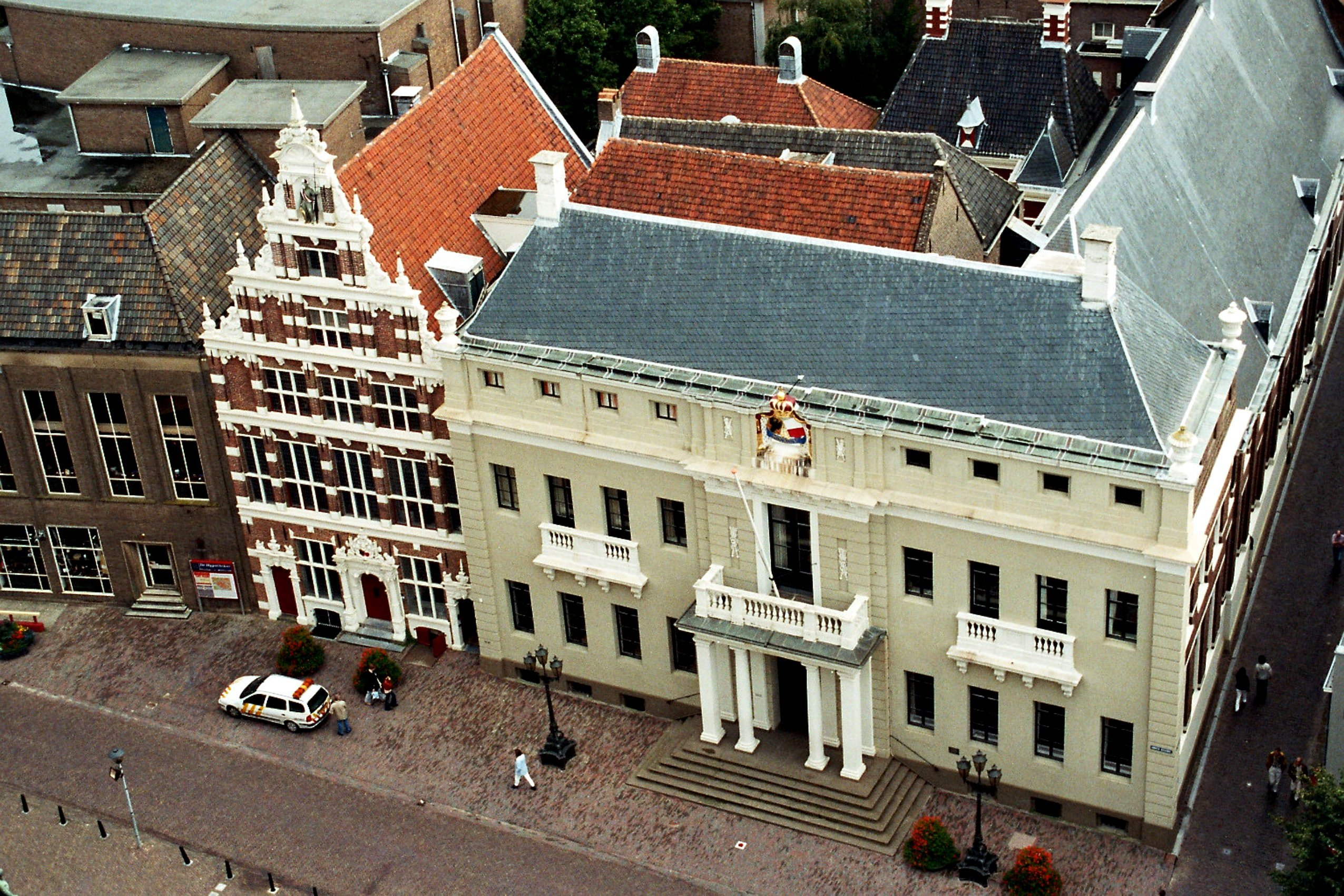
2005: Blick vom Lebuïnus-Turm (das Theater, das Gebäude ganz links, wurde durch einen Neubau ersetzt)
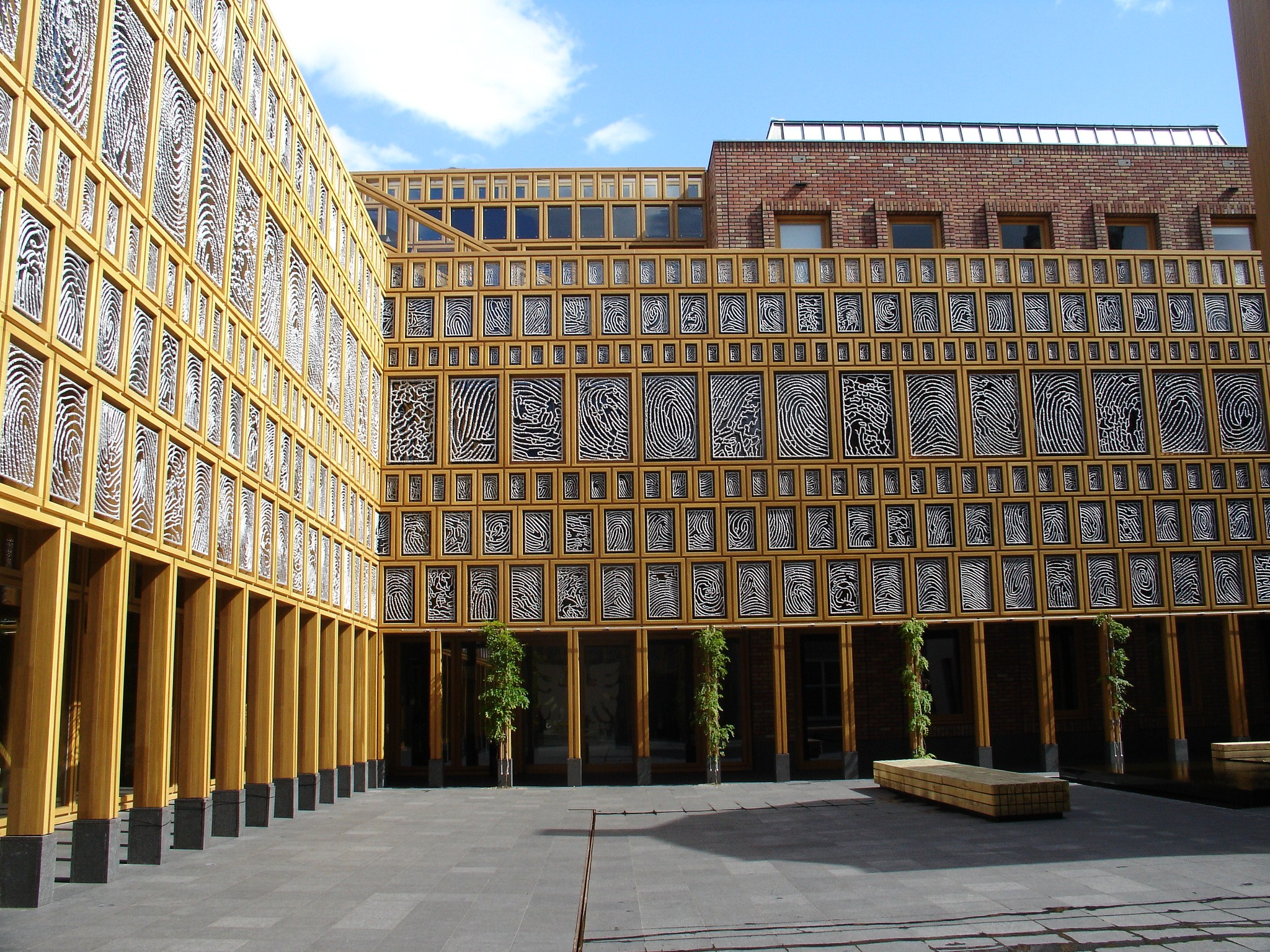
Innenhof des angeschlossenen Stadtbüros von 2016 mit Fingerabdrücken in der Fassade